# Casi Ángeles en el Gran Rex 2008
Casi ángeles En Vivo Gran Rex 2008 contém as músicas cantadas no teatro durante o ano 2008. O disco saiu a venda em 22 de agosto de 2008. Está composto por grandes sucessos como A Ver si Pueden, Estoy Listo e Escaparé.

## Lista de canções
| #  | Nome                                              | Intérprete                                                                | Duração |
| -- | ------------------------------------------------- | ------------------------------------------------------------------------- | ------- |
| 01 | Abertura / Señas Tuyas / Ángeles Del Mundo        | Emilia Attias, Teen Angels                                                | 7:37    |
| 02 | Casi Ángeles (dance)                              | Mariana Esposito, Nicolas Riera, Maria Eugenia Suarez, Juan Pedro Lanzani | 3:46    |
| 03 | Puedo Ser / Nenes Bien                            | Maria Eugenia Suarez / Teen Angels                                        | 5:31    |
| 04 | Nena                                              | Juan Pedro Lanzani                                                        | 3:47    |
| 05 | Escaparé                                          | Mariana Espósito                                                          | 1:36    |
| 06 | Hay un Lugar / Valiente                           | Mariana Espósito, Emilia Attias                                           | 4:06    |
| 07 | Un Paso                                           | Teen Angels                                                               | 3:35    |
| 08 | El Espejo                                         | Gaston Dalmau e Rocío Igarzábal                                           | 3:29    |
| 09 | A Ver si Pueden                                   | Teen Angels                                                               | 2:49    |
| 10 | Dos Ojos + Tormenta / Rio de besos / Guarda tu Fe | Emilia Attias, Nicolás Vázquez                                            | 8:01    |
| 11 | De Cabeza                                         | Juan Pedro Lanzani e Mariana Espósito                                     | 2:10    |
| 12 | No Más Good-bye                                   | Juan Pedro Lanzani, Gáston Dalmau, Nicolas Riera                          | 2:11    |
| 13 | No te Rindas / Tan Alegre el Corazón              | Teen Angels, Emilia Attias                                                | 6:44    |
| 14 | A Decir Que sí                                    | Teen Angels                                                               | 3:34    |
| 15 | Estoy listo + Estoy listo final                   | Teen Angels, Man, Emilia Attias, Nicolás Vázquez                          | 6:13    |

## Não incluidas no CD
| Nome        | Intérprete                                             |
| ----------- | ------------------------------------------------------ |
| No Sé       | Pajarracos                                             |
| Para Vos    | Emilia Attias e Nicolás Vázquez                        |
| Alguién     | Nicolás Vázquez                                        |
| Voy Por Más | Maria Eugenia Suarez, Mariana Esposito e Gáston Dalmau |